# Nadia Hijab
Nadia Hijab, en árabe: نادية حجاب‎, romanizado: Nādya ḥijāb, (Alepo, 1950) es una analista política palestina,autora y periodista que escribe sobre derechos humanos y Medio Oriente, y la situación de los palestinos en particular.

## Trayectoria
Hijab nació en Alepo, Siria, de padres árabes palestinos, Wasfi Hijab y Abla Nashif, pero creció en el vecino Líbano, donde obtuvo una licenciatura y una maestría en literatura inglesa en la Universidad Americana de Beirut. Durante sus años de estudio en Beirut, Hijab trabajó como periodista, pero abandonó el Líbano tras el inicio de la guerra civil libanesa. Viajó primero a Catar y luego a Londres, Inglaterra, donde se convirtió en editora jefe de la revista Middle Easty apareció frecuentemente en los medios como comentarista sobre asuntos de Oriente Medio.
En 1989, Hijab se mudó a Estados Unidos, donde trabajó durante diez años en la ciudad de Nueva York como especialista en desarrollo para el Programa de las Naciones Unidas para el Desarrollo. 
En 2010, cofundó Al-Shabaka, la red política palestina, un comité de expertos que reúne a cerca de 60 pensadores y escritores palestinos de todo el mundo. Hijab también es miembro principal del Instituto de Estudios Palestinos.

## Obra
- Womanpower: The Arab Debate on Women at Work, Cambridge U.P., 1988
- Citizens Apart: A Portrait of Palestinians in Israel, co-authored with Amina Minns, I.B. Tauris 1990